# Paasheuvel (Rhenen)
De Paasheuvel is een heuvel in de gemeente Rhenen in de Nederlandse provincie Utrecht. De heuvel ligt ten noordwesten van Rhenen en ten oosten van Elst in het Remmersteinsche Bosch en maakt deel uit van de stuwwal Utrechtse Heuvelrug. Ten noordwesten liggen de Buurtsche Berg en de Sparreboomsche Berg en in het zuidoosten ligt de Thymse Berg in het bosgebied van de 'Lijstereng'.
De heuvel is 52,9 meter hoog. Het hoogste punt van de berg is een kunstmatig opgeworpen heuvel waar met Pasen het paasvuur werd gebrand. De eigenlijke top lag zo'n 200 meter westelijker.

## Geschiedenis
Heuvels met de naam Paasberg of Paasheuvel zouden vroeger in voorchristelijke tijden gebruikt zijn geweest om met Pasen (het begin van de lente) het paasvuur te branden.
In de 15e eeuw was er al sprake van landgoed Remmerstein, waarbij het bijbehorende kasteel verder oostelijk gelegen was bij de Cuneraweg. Op die plek staat thans nog een duiventoren. Op een kaart uit 1790 staat het oostelijke bosgebied van de berg aangegeven op een topografische kaart. Het bos is aangelegd als sterrenbos met de paasheuvel als middelpunt van waaruit de beukenlanen vertrekken.
In de eerste helft van de 20e eeuw is het huidige landhuis Remmerstein gebouwd.

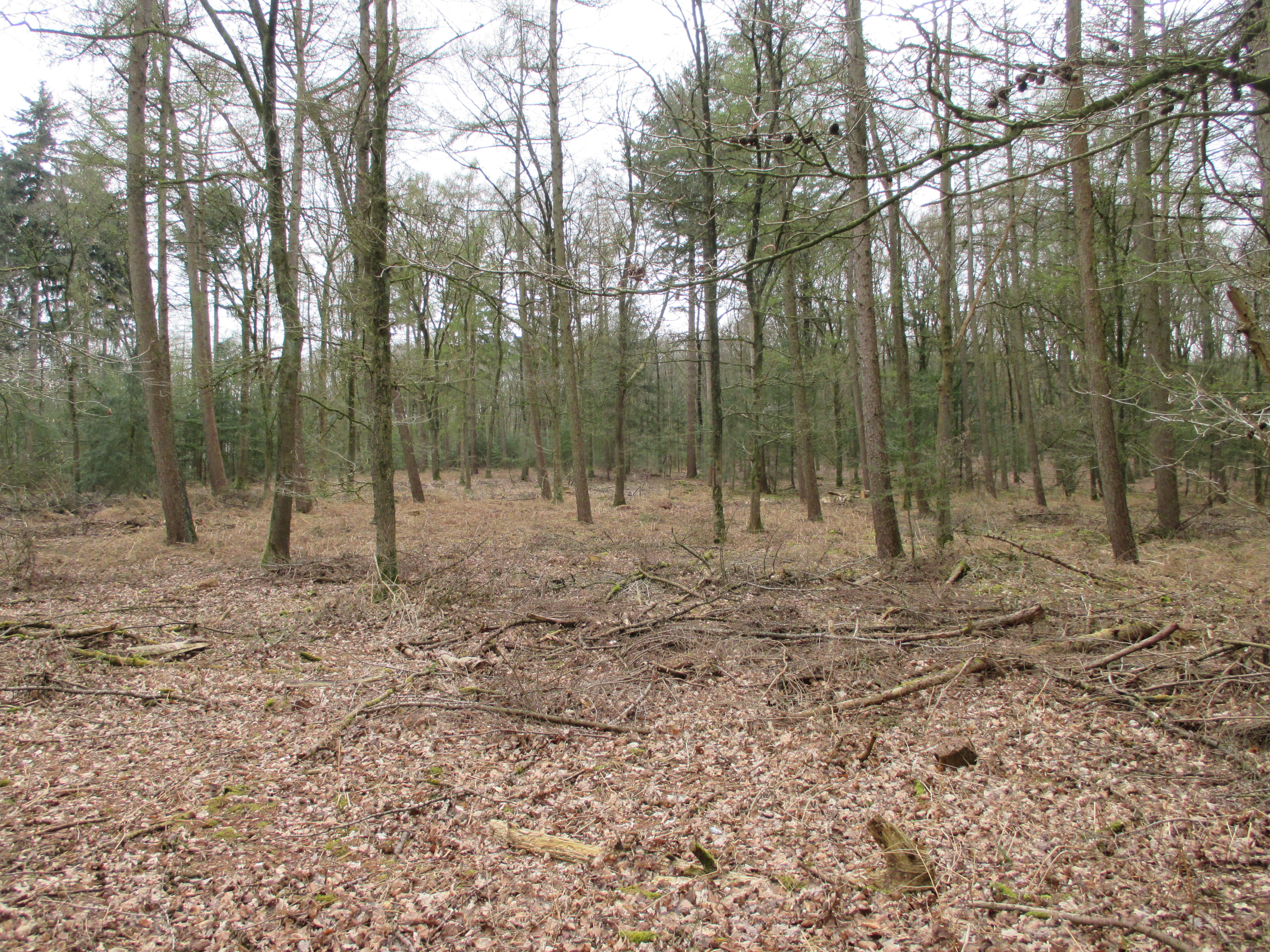
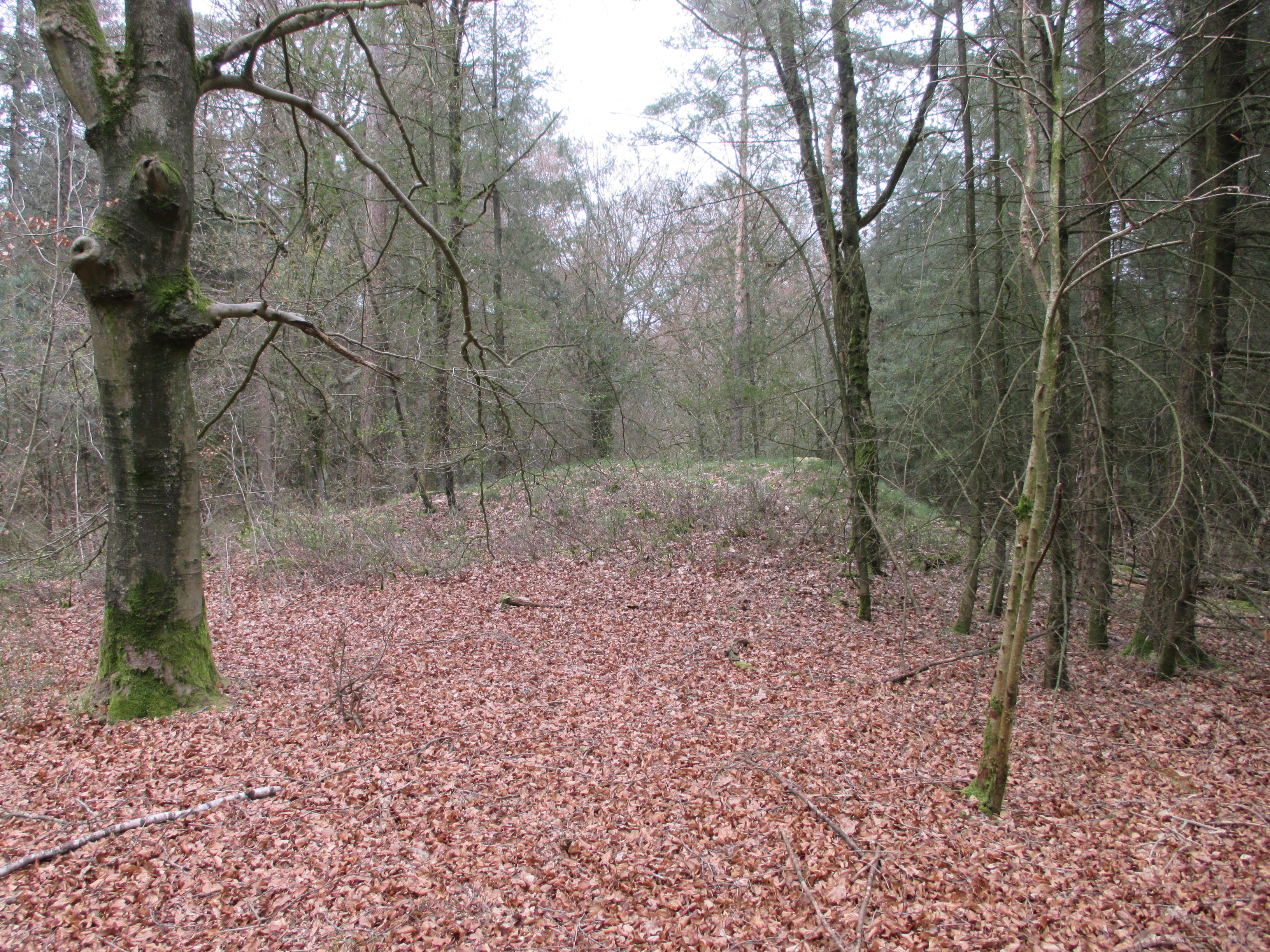
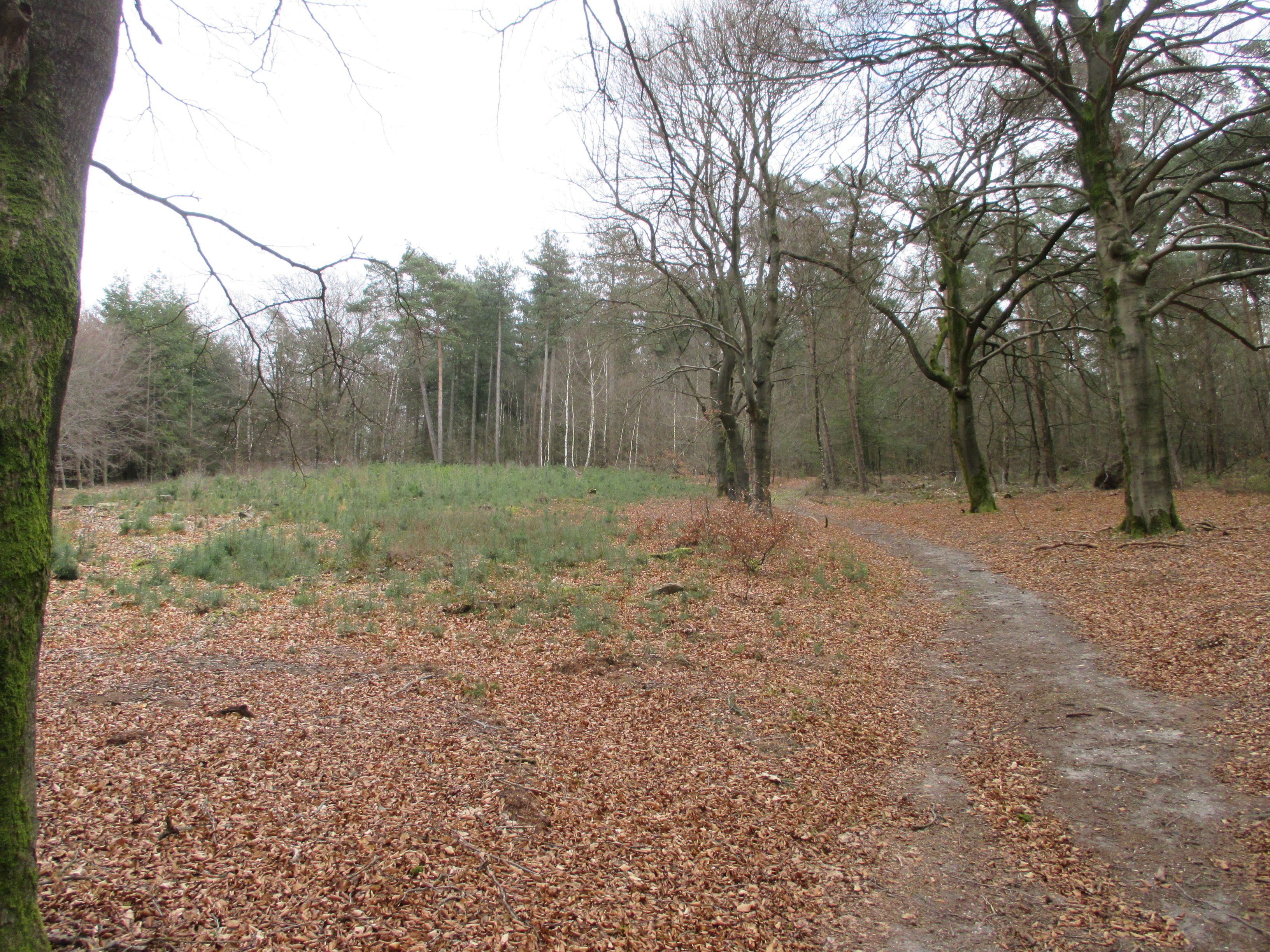